# Сен-Кантен-3 (кантон)
Сен-Кантен-3 (фр. Saint-Quentin-3) — кантон во Франции, находится в регионе О-де-Франс, департамент Эна. Входит в состав округа Сен-Кантен.

## История
Кантон образован в результате реформы 2015 года на базе упраздненного кантона Сен-Кантен-Юг.

## Состав кантона с 22 марта 2015 года
В состав кантона входят коммуны (население по данным Национального института статистики за 2018 г.):
- Арли — население 1 590 чел.
- Гоши — население 5 254 чел.
- Грюжи — население 1 328 чел.
- Кастр — население 247 чел.
- Конткур — население 61 чел.
- Мений-Сен-Лоран — население 478 чел.
- Нёвиль-Сент-Аман — население 844 чел.
- Омблиер — население 1 456 чел.
- Сен-Кантен (южные кварталы) — население 16 246 чел.

## Политика
На президентских выборах 2022 г. жители кантона отдали в 1-м туре Марин Ле Пен 34,3 % голосов против 24,2 % у Эмманюэля Макрона и 18,9 % у Жана-Люка Меланшона; во 2-м туре в кантоне победила Ле Пен, получившая 54,4 % голосов. (2017 год. 1 тур: Марин Ле Пен – 30,4 %, Эмманюэль Макрон – 21,0 %, Жан-Люк Меланшон – 20,0 %, Франсуа Фийон – 15,6 %; 2 тур: Макрон – 54,2 %. 2012 год. 1 тур: Франсуа Олланд — 31,1 %, Николя Саркози — 23,6 %, Марин Ле Пен — 22,8 %; 2 тур: Олланд — 56,2 %).
С 2015 года кантон в Совете департамента Эна представляют вице-мэр города Гоши Жослин Донья (Jocelyne Dogna) и вице-мэр города Сен-Кантен Фредди Гржежичак (Freddy Grzeziczak) (оба — Республиканцы).
|                | Кандидаты                          | Партия                   | Первый тур | Первый тур     | Второй тур | Второй тур |
| Кол-во голосов | Кандидаты                          | Партия                   | % голосов  | Кол-во голосов | % голосов  |            |
| -------------- | ---------------------------------- | ------------------------ | ---------- | -------------- | ---------- | ---------- |
|                | Жослин Донья Фредди Гржежичак      | Правый блок              | 2 875      | 50,94          | 3 991      | 69,44      |
|                | Роман Дюман Гислен Дюшоссуа        | Национальное объединение | 1 524      | 27,00          | 1 756      | 30,56      |
|                | Фредерика Делаланд Жан-Пьер Лансон | Разные левые             | 799        | 14,16          |            |            |
|                | Мишель Габер Орельян Жан           | Коммунистическая партия  | 446        | 7,90           |            |            |

|                | Кандидаты                        | Партия                  | Первый тур | Первый тур     | Второй тур | Второй тур |
| Кол-во голосов | Кандидаты                        | Партия                  | % голосов  | Кол-во голосов | % голосов  |            |
| -------------- | -------------------------------- | ----------------------- | ---------- | -------------- | ---------- | ---------- |
|                | Жослин Донья Фредди Гржежичак    | Правый блок             | 2 634      | 29,09          | 4 699      | 54,29      |
|                | Эдвига Готье Флориан Демарк      | Национальный фронт      | 3 532      | 39,01          | 3 957      | 45,71      |
|                | Кароль Берлемон Жан-Клод Каппель | Социалистическая партия | 1 802      | 19,90          |            |            |
|                | Филипп Баррер Изабель Лезюр      | Левый фронт             | 597        | 6,59           |            |            |
|                | Мишель Габер Орельян Жан         | Коммунистическая партия | 490        | 5,41           |            |            |